# Pozemní lanová dráha

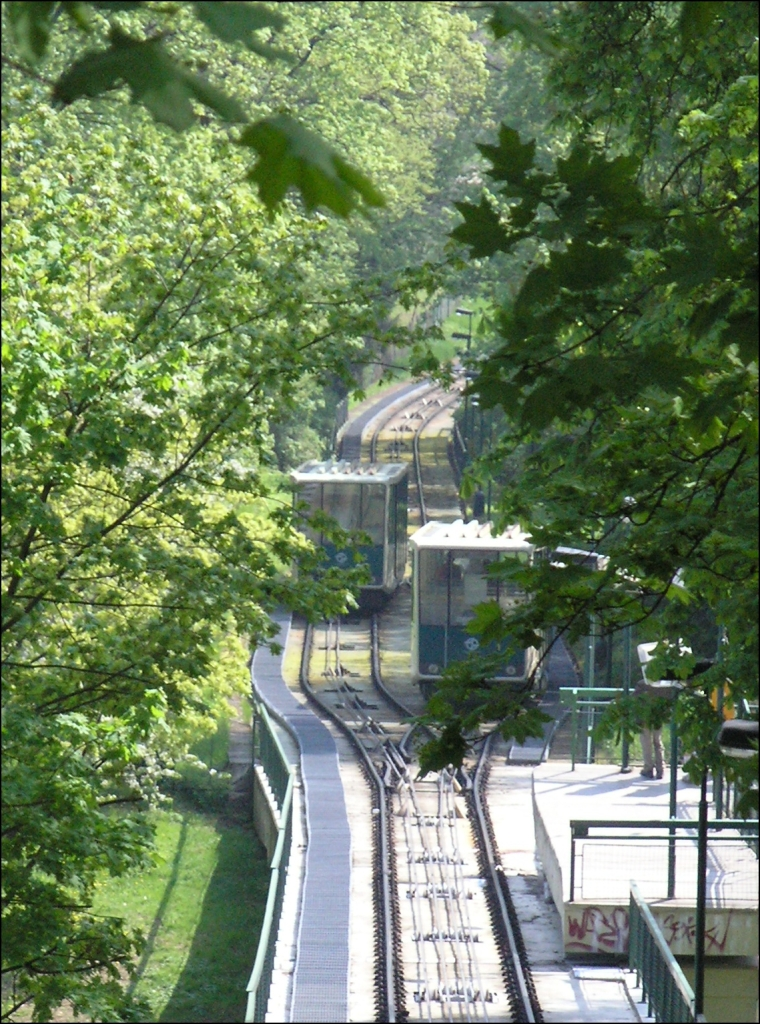
Lanovka na Petřín, výhybna

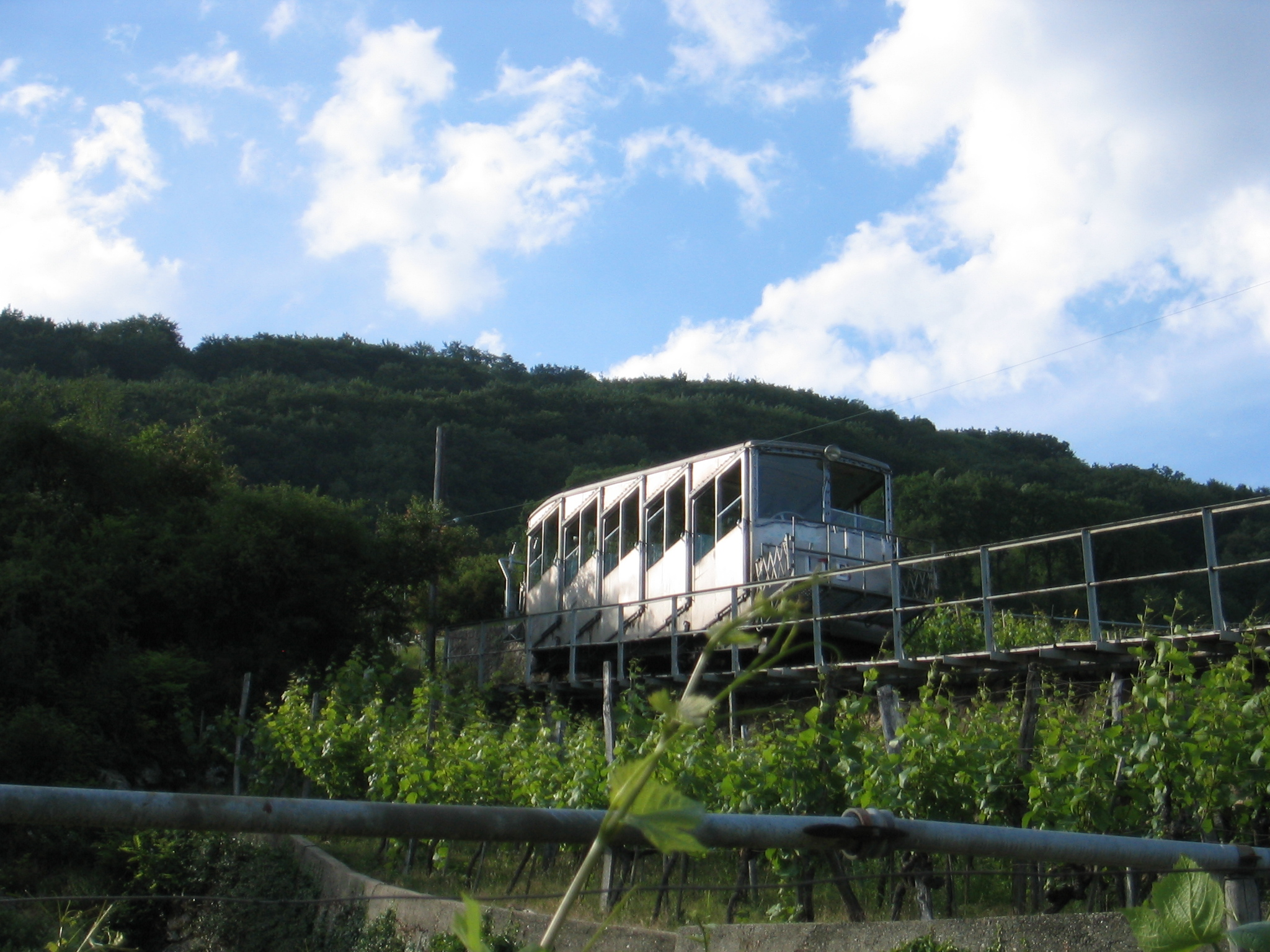
Lanová dráha ve Švýcarsku

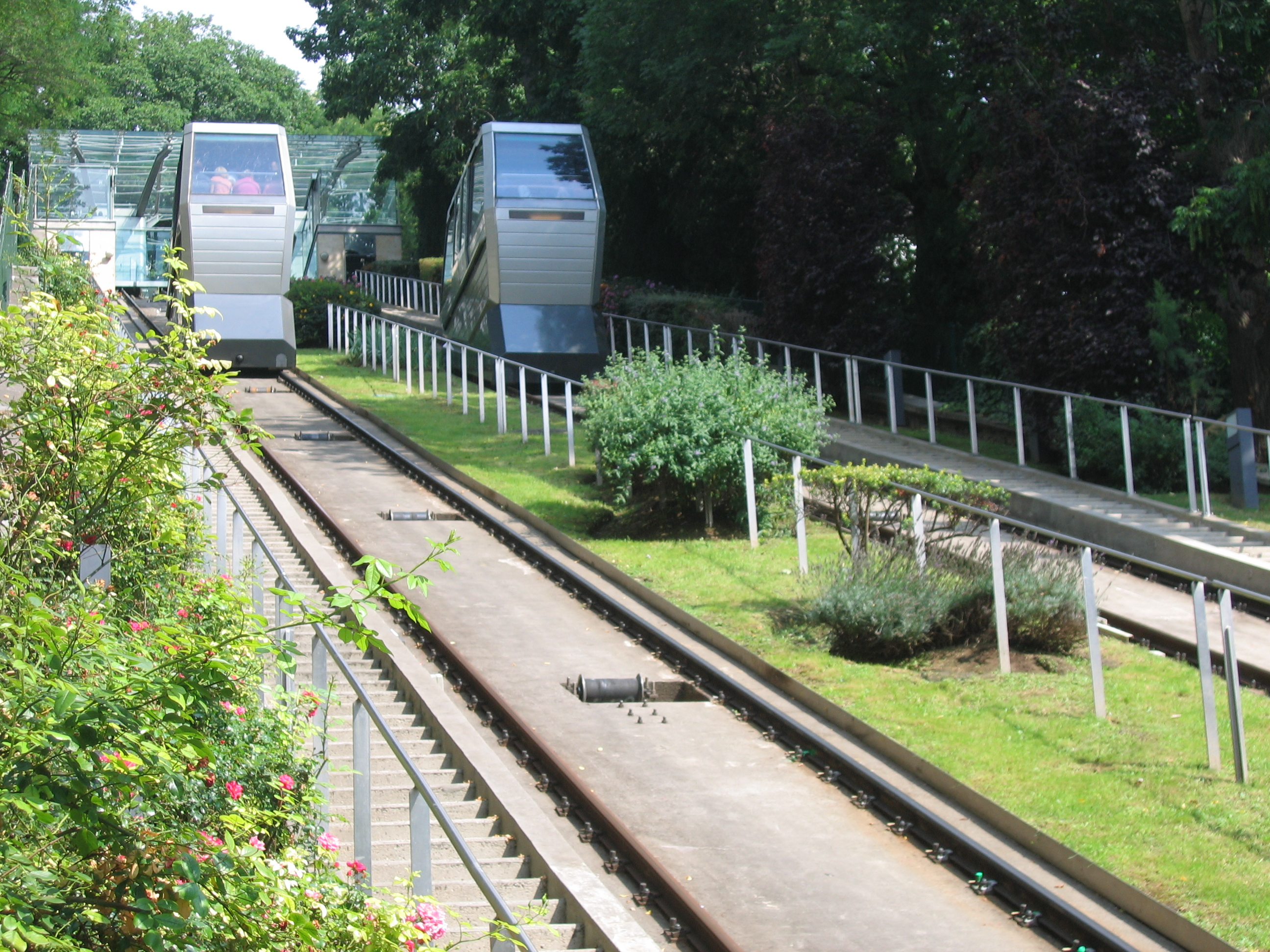
Lanová dráha na Montmartre v Paříži

Pozemní lanová dráha (pozemní lanovka) je šikmá kolejová dráha, jejíž vozidla jsou poháněna pomocí tažných lan. Slouží k dopravě, je-li třeba překonat velké stoupání. Často i lanovka sama je turistickým lákadlem a jízda lanovkou je považována za nevšední zážitek. Kromě pozemní lanovky existují ještě visuté lanovky, jejichž kabiny nebo sedačky jsou zavěšeny na lanech.
Lanová dráha má vždy nejméně dvě stanice, horní a dolní. Některé lanové dráhy mohou mít po cestě i další stanice (Petřínská lanovka například zastávku Nebozízek v horní polovině trasy).
U lanové dráhy obvykle stoupání nebývá větší než 45 ° (1 000 ‰). Některá zařízení však jsou na pomezí mezi lanovkou a výtahem, například lanová dráha spojující dvě budovy pražského hotelu NH (původně Mövenpick) na Smíchově.
Na pozemní lanovce bývají obvykle dva vozy pohybující se po kolejích každý v opačném směru. Trať může být buď v celé délce dvojkolejná, nebo ve většině délky jednokolejná a k vyhnutí je uprostřed délky výhybna s dvěma Abtovými výhybkami.
Jiným způsobem, jak umožnit kolejovému vozidlu jízdu po strmější dráze, je ozubnicová dráha.
Existují i pozemní lanové dráhy s více či méně rovinatou trasou. Jedná se především o systémy z kategorii People Mover s automatickým provozem a krátkými intervaly, které se nacházejí třeba v turistických oblastech s omezením automobilové dopravy, například v italské Perugii nebo v Benátkách.

## Uspořádání trati
Uspořádání lanových drah má v zásadě tři typy:
- dvě samostatné souběžné koleje - spíše pro kratší lanové dráhy
- tříkolejnicové uspořádání s výhybnou - uspořádání používané před vynálezem Abtovy výhybky
- jednokolejná trať s výhybnou

Pozemní lanová dráha na lesní dráze Comandau - Covasna je ve spodní polovině jednokolejná, v horní tříkolejnicová. Zvláštností je použití výhybky s pohyblivými jazyky na spodním konci výhybny.

## Některé pozemní lanovky
- Praha
  - lanová dráha na Petřín: Újezd (Malá Strana) – Nebozízek – Petřín, provoz od roku 1891, v letech 1921? – 1932 a 1965 – 1985 provoz přerušen, Dopravní podnik hlavního města Prahy, a. s.
  - lanová dráha na Letnou: zřízena 1891, zrušena 1916, od roku 1900 v majetku Elektrických podniků
  - lanová dráha hotelu NH Praha (dříve Mövenpick): zřízena 1996, provozována hotelem
- Karlovy Vary
  - lanová dráha Diana: Grandhotel Pupp – Jelení skok – Výšina přátelství, v provozu od roku 1912, Dopravní podnik Karlovy Vary, a. s. (DPKV)
  - tunelová lanová dráha Imperial, v provozu od 1907 (některými dopravními fanoušky bývá s nadsázkou označována za druhé metro v Česku po Praze), DPKV
  - lanová dráha Slovenská - Imperial, v provozu mezi lety 1912 a 1959
  - lanová dráha na Tři kříže, rozestavěna před první světovou válkou
- Slovensko: lanová dráha Starý Smokovec - Hrebienok: v provozu od roku 1908, Tatranské lanové dráhy, a.s.